# Pachodynerus cubensis
Pachodynerus cubensis är en stekelart som först beskrevs av Henri Saussure 1853.  Pachodynerus cubensis ingår i släktet Pachodynerus och familjen Eumenidae.

## Underarter
Arten delas in i följande underarter:
- P. c. caymanensis
- P. c. bahamensis